# Dame blanche (tráng miệng)
Dame blanche (tiếng Pháp: quý cô da trắng) là tên được sử dụng ở Bỉ và Hà Lan dành cho món tráng miệng ngọt bao gồm kem vani với kem tươi và sô-cô-la nóng chảy. Ở Đức và Thụy Sĩ, món tráng miệng tương tự được gọi là Coupe Dänemark. Món tráng miệng này tương tự như sundae của Mỹ. Dame blanche ban đầu do đầu bếp Auguste Escoffier tạo ra thực sự bao gồm kem sữa hạnh nhân, đào luộc, sorbet chanh và quả phúc bồn tử trắng.